# Fondation du patrimoine culturel prussien
La Fondation du patrimoine culturel prussien (SPK) est une fondation de droit public basée à Berlin. Elle est créée par la loi fédérale du 25 juillet 1957. Sa tâche est la préservation et l'entretien des biens culturels de l'ancien État de Prusse. La Fondation du patrimoine culturel prussien comprend les musées d'État de Berlin, la Bibliothèque d'État de Berlin, les Archives d'État secrètes (de), l'Institut ibéro-américain et l'Institut d'État de recherche musicale. Le SPK est indépendant de la Fondation des châteaux et jardins prussiens de Berlin-Brandebourg.
En 2020, les subventions fédérales s'élèvent à environ 138 millions d'euros.

## Histoire
La fondation est créée le 25 juillet 1957 par une loi fédérale  et reçoit ses statuts le 6 septembre 1961 par décret du gouvernement fédéral. La fondation est donc dirigée par un conseil de fondation au sein duquel l'État fédéral est représenté par deux représentants et dispose de 120 voix au total, et tous les États sont représentés par 18 membres au total et 80 voix au total. Le nombre de représentants et le nombre de voix tiennent compte de la part théorique de l'État fédéral et de chaque État dans le patrimoine culturel. Ainsi, les plus grands États successeurs de la Prusse sont l'État de Berlin, avec deux représentants, qui dispose de 23 voix, et l'État de Rhénanie-du-Nord-Westphalie, avec également deux représentants, qui dispose de 16 voix.
L'objectif prioritaire est tout d'abord de conserver et d'entretenir les biens culturels de l'ancien État de Prusse. Depuis la réunification allemande, une tâche importante consiste à réunir des collections jusqu'alors séparées. La SPK compte parmi les plus grandes institutions culturelles du monde. L'administration centrale et le président ont leur siège à la villa von-der-Heydt de Berlin-Tiergarten (de). La fondation est dirigée par les présidents suivants :
- 1967-1977 : Hans-Georg Wormit (de)
- 1977-1998 : Werner Knopp (de)
- 1998-2008 : Klaus-Dieter Lehmann
- depuis 2008 : Hermann Parzinger (de)

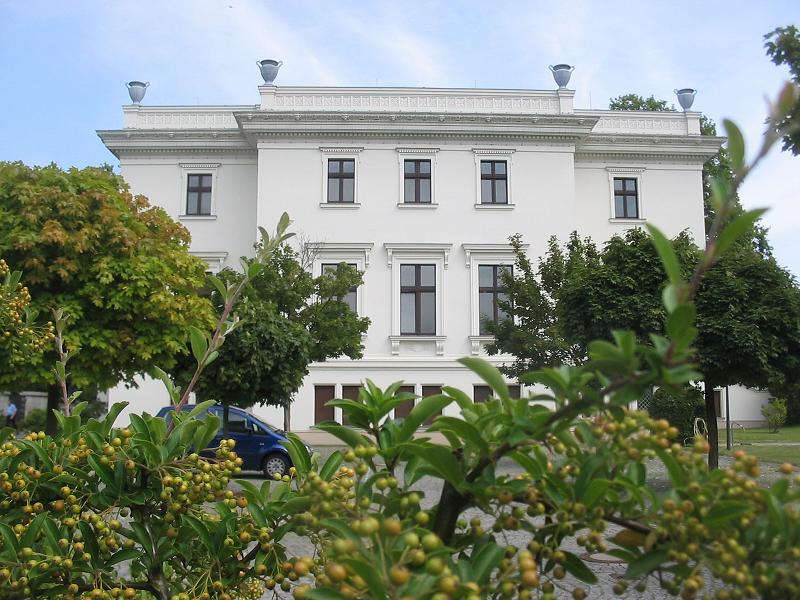
, siège du siège social et du président

Les cinq institutions de la fondation sont issues des collections, bibliothèques et archives de l'État prussien :
- Musées d'État de Berlin avec 15 collections et six institutions centrales sur 19 sites
- Bibliothèque d'État de Berlin sur deux sites
- Archives d'État secrètes du patrimoine culturel prussien (de)
- Institut d'État de recherche musicale
- Institut Ibéro-américain

Les cinq institutions de la fondation comprennent un grand nombre d'unités organisationnelles individuelles, dont les plus connues sont les 15 collections des musées d'État de Berlin. Les musées comprennent également l'Institut de recherche muséale (de) et le Laboratoire de recherche Rathgen (de), et la Bibliothèque d'État comprend l'Agence d'images pour l'art, la culture et l'histoire (de) (anciennement les Archives d'images). L'Institut national de recherche musicale gère le musée des instruments de musique avec son propre atelier de restauration. En 2014, la fondation met en service un nouveau bâtiment fonctionnel dans un quartier d'entrepôts émergent dans le quartier de Friedrichshagen. Les nouvelles archives offrent un espace pour six millions de livres et sont utilisées conjointement par la Bibliothèque d'État, l'Institut ibéro-américain et l'agence photographique. Le bâtiment du magasin est conçu par l'architecte munichois Eberhard Wimmer. La construction, financée par le gouvernement fédéral, peut être agrandie si nécessaire.
La fondation, qui relève du ministre d'État allemand à la Culture, est financée à 75 % par le gouvernement fédéral et à 25 % par les États. Les coûts de construction ainsi que les coûts d'entretien de l'Île aux Musées sont actuellement entièrement assumés par le gouvernement fédéral. La fondation s'engage pour l'année sociale volontaire dans la culture (de). Depuis 2004, il existe un poste à la Direction générale des musées d'État, à l'Institut Ibéro-américain, à la Bibliothèque d'État et aux Archives centrales des musées d'État de Berlin (de). Depuis lors, d'autres postes FSJ sont créés dans certaines des collections des musées d'État de Berlin, notamment dans le Musée égyptien, la Pinacothèque, la Collection de sculptures et le Musée d'art byzantin (de).
La fondation décerne chaque année le prix Felix-Mendelssohn-Bartholdy (de) à de jeunes musiciens des académies de musique allemandes. Le prix Ernst-Waldschmidt (de), fondé par l'indologue en 1968, est décerné tous les cinq ans par la fondation.
Le réseau informatique du SPK est connecté au réseau scientifique berlinois BRAIN (de).

## Participation
La fondation est actionnaire du PD - Conseiller du secteur public (de)